# Advocació de la Mare de Déu

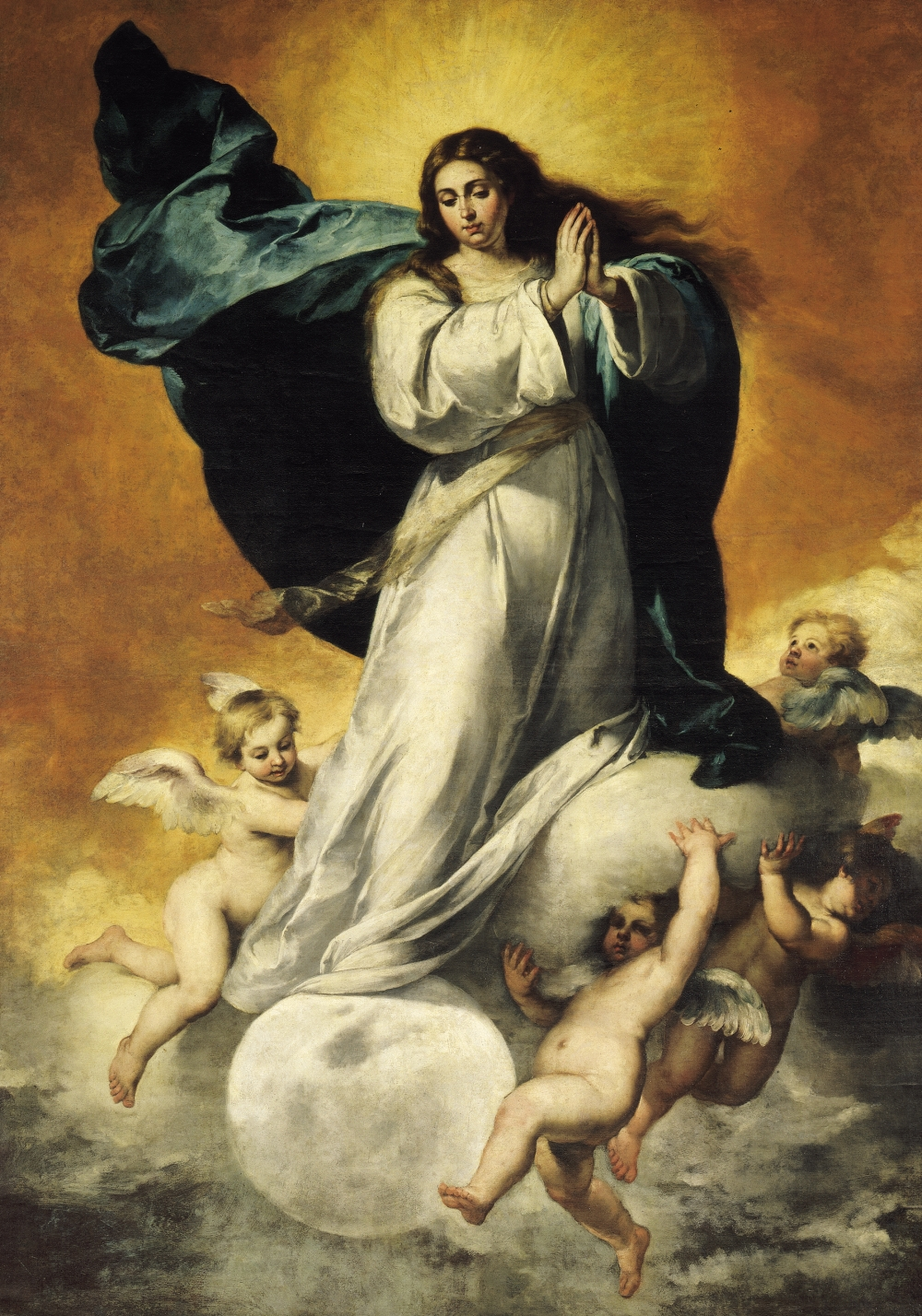
Immaculada Concepció, de Bartolomé Esteban Murillo

L'advocació de la Mare de Déu o advocació mariana és, en el cristianisme, un títol afegit al nom de Verge que posa en relleu alguna prerrogativa o circumstància important o n'indica un lloc geogràfic amb el qual té relació. Dit d'una altra manera, és una al·lusió mística relativa a aparicions, dons o atributs de la Mare de Déu. L'Església Catòlica reconeix innombrables advocacions que signifiquen la figura de la mare de Jesús o alguna de les seves qualitats, a les quals es ret culte de diverses maneres.
Les advocacions es poden dividir en dos tipus: les de caràcter místic, relatives a dons, misteris, actes sobrenaturals o fenòmens taumatúrgics de la Mare de Déu, com l'Anunciació, l'Assumpció, la Presentació, etc.; i les aparicions terrenals (a vegades associades amb escultures, és a dir, «marededeus trobades»), que en molts casos han donat lloc a la construcció de santuaris dedicats a la Mare de Déu, com el de Lorda a França, el de Fàtima a Portugal, el de Guadalupe a Mèxic, etc., o monestirs o abadies com el de Montserrat a Catalunya. Aquestes advocacions sovint donen lloc a molts patrocinis (com a Verge protectora) de pobles, ciutats o països.
Les advocacions marianes se solen anomenar amb les fórmules «Santa Maria de», «Verge de», «Nostra Senyora de», «Mare de Déu de», etc. Així doncs, les advocacions també donen lloc en molts casos a noms propis femenins, compostos del nom Maria i la seva advocació: Maria Carme, Maria Dolors, Maria de Lorda... Encara que el nom sigui diferent quant a l'atribut relatiu a la Verge Maria, sempre es refereix únicament a Ella, així es faci menció de diversos noms en un mateix moment, la instància en qualsevol cas és sempre la Verge Maria, Mare de Jesús.
La seva celebració, en la majoria dels casos, es fa de forma conjunta el dia 8 de setembre o el primer diumenge de setembre, el dia en què l'Església celebra les «Aparicions de la Santíssima Verge en els més cèlebres santuaris».